# شبکه دنبالچه‌ای
شبکه دنبالچه‌ای (به انگلیسی: Coccygeal plexus) از پیوستن شاخه کوچکی از شاخه جلویی (قدامی) چهارمین عصب نخاعی خاجی (S4)، شاخه‌های جلویی پنجمین عصب نخاعی خاجی (S5) و عصب نخاعی دنبالچه ای (Co) تشکیل می گردد. این شبکه، یک تنه عصبی کوچک در دستگاه عصبی محیطی است. از شبکه دنبالچه ای، اعصاب آنوکوکسیژآل  ایجاد می شوند که پوست ناحیه دنبالچه را عصب دهی می کنند.